# Двойная спираль
Двойна́я спира́ль (англ. The Double Helix) — автобиографическая книга Джеймса Уотсона об истории открытия структуры ДНК, опубликованная в 1968 году. В 1962 году за открытие структуры ДНК году Джеймс Уотсон совместно с Фрэнсисом Криком и Морисом Х. Ф. Уилкинсом получил нобелевскую премию по физиологии и медицине.
Книга множество раз переиздавалась и была переведена на 20 языков, по всему миру было продано более миллиона копий. В 1998 году издательская компания Modern Library поместила книгу на 7 место в списке 100 лучших документальных книг XX века. Библиотека конгресса США поместила «Двойную спираль» в список книг, которые сформировали Америку.
Критики отмечали что в книге некоторые люди изображены слишком субъективно и даже карикатурно, в том числе Розалинд Франклин. Позднее Уотсон признал, что его впечатления о Розалинд были неверны, и уже после её смерти Уотсон в эпилоге книги положительно отозвался о её заслугах в научной сфере.
На русский язык книга была переведена в 1969 г. — Уотсон, Джеймс Д.. Двойная спираль : Воспоминания об открытии структуры ДНК : пер. с англ.: Брухнов, М. ; Иорданский, А. = Watson, James D. The Double Helix. A Personal Account of the Discovery of the Structure of DNA. Atheneum: New York, 1968. : [пер. с англ.]. — М. : Мир, 1969. — 152 с. : ил. — ББК Е04.

## История создания
По словам Дж. Уотсона, он подумал о написании книги почти сразу после того, как они с Ф. Криком совершили своё открытие. При написании книги он использовал письма, которые писал своим родителям. Хотя изначально издание книги планировалось в издательстве Гарвардского университета
, Ф. Крик и М. Уилкинс раскритиковали черновик книги и издательство Гарвардского университета решило отказаться от её издания, а издательство Atheneum выкупило права на публикацию.